# Liodytes
Liodytes är ett släkte av ormar i familjen snokar som förekommer i Nordamerika. Arterna ingick tidigare i släktena Regina och Seminatrix.
Med en längd av 25 till 50 cm är arterna små ormar. De lever i sydöstra USA och vistas i träskmarker, myr och diken. Födan utgörs av kräftdjur och groddjur. Honor lägger inga ägg utan föder levande ungar.
Släktet utgörs av tre arter:
- Liodytes alleni
- Liodytes pygaea
- Liodytes rigida